# Peter Guralnick
Peter Guralnick (Boston, 15 dicembre 1943) è un critico musicale statunitense considerato tra i principali scrittori di musica popolare statunitense.

## Biografia
Inizio negli anni sessanta con articoli pubblicati sulla rivista Boston After Dark. In breve divenne collaboratore di riviste più prestigiose come Living Blues o Rolling Stone. Alcune sue monografie su artisti blues vennero raccolte nel 1971 nel libro Feel Like Going Home. Nel 1979 pubblicò Lost Highway dove integrò il libro precedente con nuove biografie di artisti blues poco conosciuti vincendo nel 1983 l'American Book Awards. Nel libro successivo Sweet Soul Music ha analizzato la soul music degli anni 60.
Ma il lavoro più importante per cui è conosciuto è la biografia edita in 2 volumi su Elvis Presley. Il primo volume Last Train to Memphis uscito nel 1994 copre la carriera di Elvis fino alla sua partenza per il servizio militare, avvenuta nel 1958. Il secondo Careless Love del 1998 documenta il resto della carriera.